# 小栗誠治
小栗 誠治（おぐり・せいじ、1947年7月1日 - ）は、日本の経済学者。滋賀大学名誉教授。学位は、博士（経済学）（滋賀大学・2021年）。元日本銀行佐賀事務所長。

## 来歴
佐賀県相知町（現唐津市）に生まれる。1966年3月、佐賀県立唐津東高等学校卒業。1971年3月、一橋大学経済学部卒業。大学では荒憲治郎ゼミに所属。卒業論文は「資本蓄積の動態理論」。1971年4月、日本銀行に入行。同行金融研究所副調査役、調査統計局副調査役、政策委員会室調査役、考査局調査役、業務局決済業務課長・国債業務課長、1993年5月から2年間、日本資産流動化研究所調査部長、1995年5月日本銀行佐賀事務所長に就任、1998年1月 日本銀行金融研究所に勤務。1998年4月滋賀大学経済学部助教授に就任、同大学経済学部教授、副学長、国立大学法人化に伴い2004年4月から同年6月まで理事・副学長を務めた。2005年4月から2005年9月までロンドン・スクール・オブ・エコノミクス(LSE)にて在外研究。2013年滋賀大学名誉教授。2021年3月、論文「中央銀行の本質とは何かー中央銀行論の再構築をめざして」で滋賀大学より博士（経済学）の学位を取得。
専門は、セントラル・バンキング論、金融政策論。

## 著書
- 『中央銀行論―セントラル・バンキングの本質を求めて』 知泉書館、2022年12月、ISBN 9784862853769.
- 『現代日本のセントラル・バンキング―金融経済環境の変化と日本銀行』滋賀大学経済学部研究叢書第30号、1998年12月.

## 論文
- 「中央銀行通貨を巡るいくつかの誤解－中央銀行の本質を探る観点から－」『彦根論叢』第438号、2024年1月.
- 「中央銀行の本質を再考するー中央銀行の公共性、銀行性、独立性および一般原則」『彦根論　叢』第417号、2018年9月.
- 「中央銀行の債務構造と財務の健全性―銀行券、準備預金および自己資本―」『彦根論叢』第414号、2017年12月.
- 「日本銀行の独立性再考―法的位置付けと新しい挑戦―」『彦根論叢』第411号、2017年2月.
- 「『最後の貸し手』機能と現代のセントラル・バンキング―バジョットを再考し、中央銀行の本質を考える―」『拓殖大学論集 政治・経済・法律研究』第19巻第1号、2016年9月.
- 「銀行券、シーニョレッジの本質とその会計的把握」『彦根論叢』第405号、2015年9月.
- 「政府紙幣の本質について―中央銀行券との比較を中心に―」『彦根論叢』第390号、2011年12月.
- 「中央銀行券の債務性と政府紙幣の特質に関する研究」滋賀大学経済学部Working Paper   No.126、2010年3月.
- 「セントラル・バンキングの一般原則―イングランド銀行副総裁、サー・アーネスト・マスグレイブ・ハーヴェイの『中央銀行』（1927年）を中心に―」『彦根論叢』第374号、2008年7月.
- 「セントラル・バンキングとシーニョレッジ」『滋賀大学経済学部研究年報』第13巻、2006年12月.
- 「セントラル・バンキング原論は可能か？―LSEでの模索」滋賀大学経済経営研究所ニュースレター第3号、2005年7月.
- 「IT革命下における金融システムの変貌」科学研究費研究成果報告書／研究代表者 小栗誠治/分担研究者 中野桂・丸茂俊彦、2004年5月.
- ｢金融リスクと中央銀行の役割｣『リスク時代の経済運営と企業経営』滋賀大学経済学部リスク研究センター、2004年3月.
- 「システミック・リスクと中央銀行の『最後の貸し手』機能」『彦根論叢』第342号、2003年6月.
- 「バジョット再考―中央銀行の『最後の貸し手』機能―」『彦根論叢』第332号、2001年10月.
- 「中央銀行のシーニョレッジ、利益処分、資本」『滋賀大学経済学部研究年報』第７巻、2000年12月.
- 「中央銀行の『最後の貸し手』機能―新日本銀行法における位置付けと発動原則の検討を中心に―」『彦根論叢』第321号、1999年11月.
- 「日本の金融市場と金融調節」『彦根論叢』第315号、1998年11月.
- 「準備預金制度の再検討―マネーサプライおよびマネーマーケット金利の短期的安定性と所要準備計算方式―」『金融学会報告57』金融学会編、1983年9月.
- “Money Market Stability Under Alternative Reserve Requirement Rules” Hitotsubashi Journal of Economics，Vol.23 no.1、堀内昭義氏との共著、1982年6月.
- ｢貨幣と経済活動｣『にちぎん』通巻第202号、日本銀行懸賞論文入選、1971年10月.